# 格林道
格林道是德国黑森州的一个市镇。总面积67.64平方公里，总人口14639人，其中男性7211人，女性7428人（2011年12月31日），人口密度216人/平方公里。